# 王吉连
王吉连（1941年—），山西平定人，中国人民解放军将领、中国人民解放军中将。
1996年，接替赵炳耀，担任广州军区空军政治委员。2000年，接替冯永生，担任济南军区空军政治委员。2003年，由芮清凯接任。1997年，授中国人民解放军中将军衔。